# 阿山道

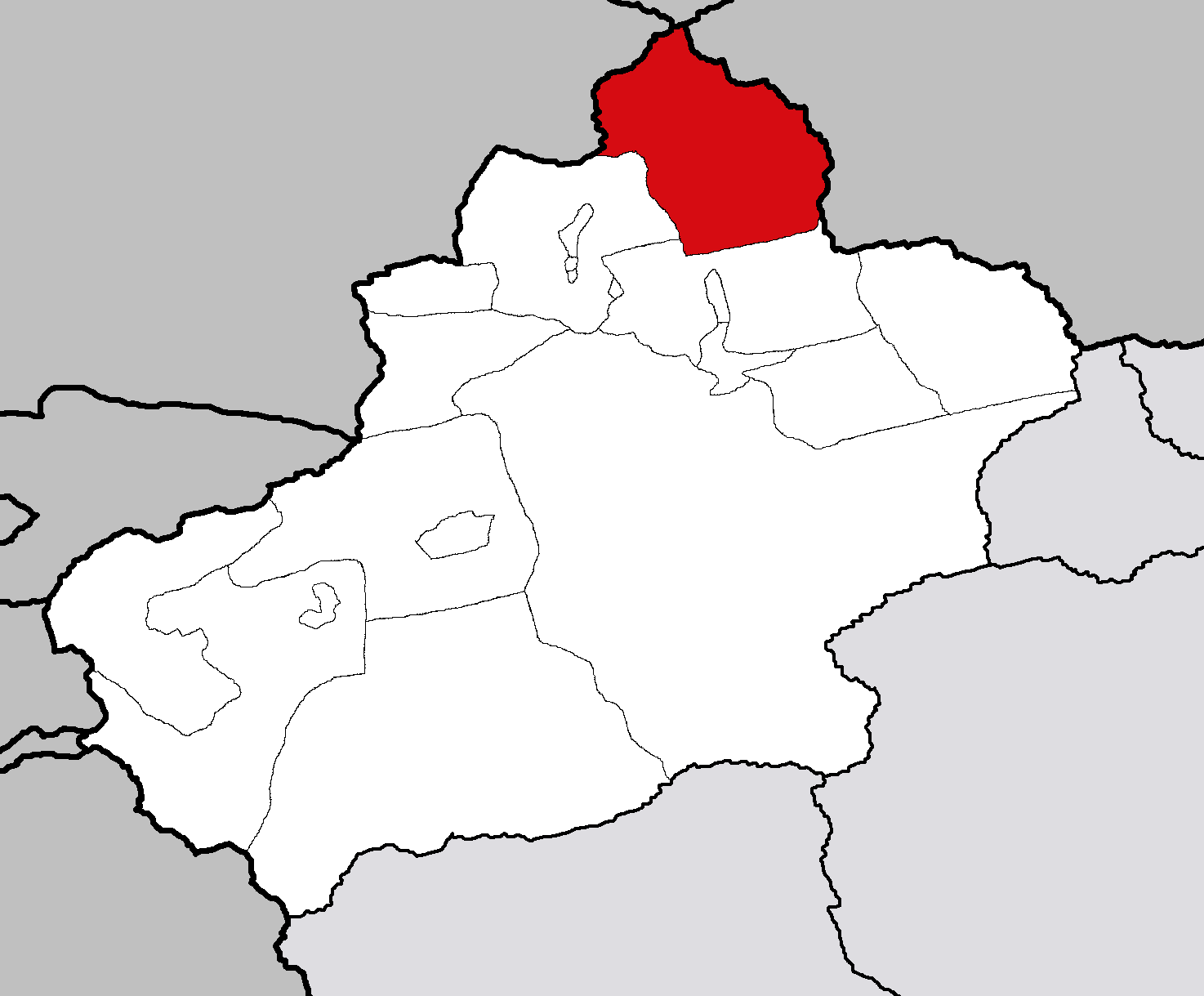
今阿勒泰地区的地理位置（红色部分），與阿山道大致相當

阿山道，中華民國初年新疆省下設的一道。1919年由阿爾泰特別區改設，道尹駐承化寺。其地大致相當於今新疆維吾爾自治區伊犁哈薩克自治州阿勒泰地區大部（吉木乃县除外，當時阿爾泰山嶺東地區雖名義上也屬阿山道，但早在1912年就已實際上被外蒙古統治，包括今蒙古國科布多省西部和巴彥烏列蓋省部分）。1924年，隨全国廢道，1929年設阿山行政區，1943年改為阿山專區。1954年改為阿勒泰專區，1970年改稱阿勒泰地區。

## 設置
清光緒三十二年末（1907年初），朝廷將科布多與塔爾巴哈臺相爭的阿爾泰一帶從科布多劃出，置阿爾泰辦事大臣。阿爾泰成為直屬於理藩院的一級行政區。
1912年，中華民國政府改阿爾泰辦事大臣為阿爾泰辦事長官，其轄區通常稱為阿爾泰區域或阿爾泰地區。此後幾年中，外蒙古與俄國軍隊多次入侵阿爾泰，並佔領多處地方。阿爾泰守軍兵力有限，難以抵抗。1918年，新疆督軍楊增新與庫倫都護使陳毅分別致電北京政府，提請將阿爾泰併入新疆省。1919年6月1日，徐世昌簽署大總統令，阿爾泰區域改設阿山道：
據外交、內務、財政、陸軍、農商各部暨蒙藏院呈會核阿爾泰地方歸併新疆省、改區為道一案，擬請實行歸併，以裨邊治等語，阿爾泰辦事長官著即裁撤。所轄區域歸併新疆省，改設阿山道尹一缺。所有該長官原管之蒙、哈等事務，均由該道尹循舊接管。餘如所議辦理。此令。

## 沿革

### 阿山道
初設時，阿山道轄4設治局，不設縣。道尹仍駐承化寺。
- 布爾津河設治局（1919年設布爾津縣）
- 布倫托海設治局（1921年設布倫托海縣，後改名福海县）
- 布爾根設治局（1924年設布爾根縣，後中國境内所轄地已並入青河縣境，余屬外蒙古，今蒙古國科布多省）
- 耳里匱設治局（屬外蒙古，今蒙古國巴彥烏列蓋省）

蒙古部落遊牧之地為阿爾泰烏梁海，簡稱烏梁海，兼行旗盟制。設三盟，領十旗（新和碩特旗不設盟），由新疆督軍管理。
- 烏梁海左翼盟
  - 烏梁海左翼旗（屬外蒙古，今蒙古國巴彥烏列蓋省）
  - 烏梁海左翼左旗（屬外蒙古，今蒙古國巴彥烏列蓋省）
  - 烏梁海左翼右旗（屬外蒙古，今蒙古國巴彥烏列蓋省）
  - 烏梁海左翼後旗（今阿勒泰市境內）
- 烏梁海右翼盟
  - 烏梁海右翼旗（今福海縣境內）
  - 烏梁海右翼左旗（今福海縣境內）
  - 烏梁海右翼右旗（今福海縣境內）
- 青塞特奇勒圖盟
  - 新土爾扈特左旗（今富蘊縣境內）
  - 新土爾扈特右旗（今青河縣境內）
- 新和碩特旗（屬外蒙古，今蒙古國科布多省）

1921年，設承化縣，布爾津縣分設哈巴河縣佐。1922年，布爾根設治局分設察罕郭勒縣佐。1924年，內務部通令廢除道制，阿山道改稱阿山行政區。

### 阿山行政區、阿山專區
1930年，設哈巴河縣、吉木乃縣。1937年，察罕郭勒縣佐改為青格里河設治局；布倫托海縣分設可可托海設治局。1941年可可托海設治局升為富蘊縣，青格里河設治局升為青河縣。1942年，布倫托海縣改名為福海縣。
此後阿山區領七縣至今。
- 承化縣（1954年改名阿勒泰縣，1984年改為阿勒泰市）
- 布爾津縣
- 哈巴河縣
- 吉木乃縣
- 福海縣
- 富蘊縣
- 青河縣

1943年國民革命軍進駐新疆，改阿山行政區為阿山專區。1954年改名為阿勒泰專區。

## 行政長官
- 周務學，字本齋，甘肅天水人。楊增新在甘肅任職時的同僚。1919年阿山設道時署理阿山道尹。1921年俄國白軍攻入阿山，周務學自殺殉職。[4]
- 魯效祖，甘肅河州人。曾任布爾津縣知事。周務學死後任阿山道尹。
- 沙里福汗，新疆吉木乃人，哈薩克人。1933年至1939年任阿山行政長。[5]